# Plumatella ruandensis
Plumatella ruandensis är en mossdjursart som beskrevs av Wiebach 1964. Plumatella ruandensis ingår i släktet Plumatella och familjen Plumatellidae. Inga underarter finns listade i Catalogue of Life.